# Acronicta javanica
Acronicta javanica är en fjärilsart som beskrevs av Walter Karl Johann Roepke 1956. Acronicta javanica ingår i släktet Acronicta och familjen nattflyn. Inga underarter finns listade i Catalogue of Life.